# Улица Марии Ульяновой (Москва)
У́лица Мари́и Улья́новой (с 1958 года до 8 мая 1963 года — Тре́тья у́лица Строи́телей) — улица, расположенная в Юго-Западном административном округе города Москвы на территории Ломоносовского района.

## История
Улица была образована в 1958 году и получила название Тре́тья у́лица Строи́телей. 8 мая 1963 года улица получила современное название в память об участнице революционного движения, сестре В. И. Ленина М. И. Ульяновой (1878—1937).

## В культуре
- В романе 1963 года «Лезвие бритвы» И. А. Ефремова врачу Гирину нужно было ехать на Третью улицу Строителей.
- В фильме «Ирония судьбы, или С лёгким паром!» и пьесе, по которой он был снят, главный герой Женя Лукашин проживает по адресу 3-я улица Строителей, д. 25, кв. 12, однако и пьеса, и фильм вышли в свет после переименования данной улицы — в 1969 и 1975 годах.

## Расположение
Улица Марии Ульяновой проходит от Ленинского проспекта на северо-запад до проспекта Вернадского. На всём своём протяжении улица представляет собой бульвар. Нумерация начинается от Ленинского проспекта.

## Примечательные здания и сооружения
По чётной стороне:
- 6 — жилой дом. Здесь жил хоровой дирижёр Борис Тевлин[3].

По нечетной стороне:
- 27 — в доме жил телеведущий Андрей Рыбакин.
- 17 корпус 1 — в доме, в подвальном помещении, располагалась штаб-квартира Национал-большевистской партии, известная под названием «Бункер».

## Транспорт

### Автобус
- 224: Улица Марии Ульяновой — проспект Вернадского — ст.м. «Проспект Вернадского» — улица Лобачевского — 31-я городская больница — улица Обручева — ст.м. «Калужская» — Севастопольский проспект — Херсонская улица — Керченская улица — улица Каховка — ст.м. «Каховская» — Большая Юшуньская улица
- 138: Улица Марии Ульяновой — проспект Вернадского — ст.м. «Университет» — ст.м. «Фрунзенская» — Комсомольский проспект — ст.м. «Парк культуры»

### Метро
- Станции метро «Проспект Вернадского» Сокольнической линии и «Проспект Вернадского» Большой кольцевой линии — юго-западнее улицы, на пересечении проспекта Вернадского и улицы Удальцова.
- Станция метро «Университет» Сокольнической линии — северо-восточнее улицы, на пересечении проспекта Вернадского и Ломоносовского проспекта.
- Станция метро «Новаторская» Большой кольцевой линии — юго-восточнее улицы, на улице Новаторов вблизи пересечения с Ленинским проспектом.